# Batalla de San Jacinto (1855)
La batalla de San Jacinto se produjo en la madrugada del 29 de octubre de 1855 cerca del Arroyo San Jacinto, por la zona de lo que después sería la Estancia Fortabat, en lo que actualmente es la zona semiurbana-rural entre Loma Negra y la ciudad de Olavarría, Partido-municipio de Olavarría, todo ubicado en el interior de la Provincia de Buenos Aires, Argentina. En ella se enfrentaron las tropas al mando del general Manuel Hornos contra las tropas al mando del lonco –o cacique– Calfucurá, quien se había aliado y era aconsejado por el Cacique de la zona (Juan Catriel "el joven") y el Capitanejo Cachul, los cuales todos juntos prevalecen y vencen a Hornos. Para esto le tienden una emboscada y luego de fingir una huida lo llevan a combatir en un terreno pantanoso, el cual es llamado «tajamar» por los lugareños, zona cercana a donde hoy se encuentra Vialidad Provincial sobre la Ruta 51. Allí los nativos logran inmovilizar cañones y soldados y así provocan innumerables bajas y una catastrófica derrota a M. Hornos.
Ese día, Hornos se encontraba acompañado por unos 1300 hombres. Calfucurá por un número algo superior a este. Tanto esta batalla como la Batalla de Sierra Chica frenaron el avance de las tropas de Buenos Aires hacia el oeste y el sur del Fortín del Azul durante algo más de una década más, hasta que se avanza alrededor de 1865 y se funda en 1867 oficialmente el pueblo de Olavarría, que sería cabecera del futuro Partido-Municipio de Olavarría, conformado a fines de octubre de 1878, con territorio que antes habían sido parte de los Partidos de Azul y Tapalqué.
La batalla lleva ese nombre debido a que tomó lugar en la «Estancia San Jacinto», lugar por donde pasa un curso de agua al que llamaron arroyo San Jacinto. Esta estancia era por entonces propiedad de Celestino Muñoz, quien luego del saqueo que hace Calfucurá en el casco de su estancia transfiere el dominio de la misma a Juan Pourtalé, abuelo de Alfredo Fortabat, pionero en comenzar a explotar las riquezas de las sierras de Olavarría en la zona de Loma Negra. Con posterioridad los hermanos Juan, Carlos y Alfredo Fortabat heredarían las tierras de su abuelo materno, ya que su madre Elena Pourtalé había fallecido. Pasado un tiempo Alfredo Fortabat compra a sus hermanos las partes indivisas de la sucesión, y la renombra «Estancia Fortabat».
La derrota de Hornos conmovió profundamente a la opinión pública y hubo interpelaciones en la Legislatura, por lo que Bartolomé Mitre, el entonces ministro de Guerra, ofreció su renuncia al cargo.
Con sus triunfos sobre Mitre y Hornos, Calfucurá confirmó su prestigio ante la indiada, para la que resultó un conductor invencible y reconocido como la suprema autoridad de las pampas, llegando a ser apodado el «Napoleón de las Pampas».